# أوليف ماري هيليارد
أوليف ماري هيليارد (بالإنجليزية: Olive Mary Hilliard)‏ هي عالمة نبات جنوب أفريقية، ولدت في 4 يوليو 1925 في ديربان في جنوب أفريقيا.